# الجمهورية الفرنسية الأولى
في تاريخ فرنسا، الجمهورية الأولى (بالفرنسية: Première République française)،  والتي يُشار إليها أحيانًا في الكتابات التاريخية باسم "فرنسا الثورية"، وحملت رسميًا اسم "الجمهورية الفرنسية"، هي أول جمهورية في البلاد، تأُسست في 21 سبتمبر 1792 خلال الثورة الفرنسية، واستمرت حتى إعلان الإمبراطورية الأولى في 18 مايو 1804 تحت حكم نابليون بونابرت، رغم أن شكل الحكم تغيّر عدة مرات خلال هذه الفترة.
في 21 سبتمبر 1792، اجتمع نواب المؤتمر الوطني للمرة الأولى وقرروا بالإجماع إلغاء الملكية الدستورية في فرنسا.
ورغم أن الجمهورية لم تُعلن رسميًا في 22 سبتمبر 1792، فقد تقرر اعتماد هذا التاريخ كنقطة انطلاق للتقويم الجمهوري وسُميت تلك السنة بـ"العام الأول للجمهورية". وفي 25 سبتمبر 1792، أُعلنت الجمهورية "واحدة وغير قابلة للتجزئة".
شهدت الجمهورية الأولى، بين عامي 1792 و1802، حالة حرب مستمرة تقريبًا مع باقي دول أوروبا، إلى جانب صراعات داخلية مثل حروب منطقة فونديه. وتميّزت هذه الفترة بإسقاط الملكية الفرنسية وإلغائها، وتأسيس المؤتمر الوطني وحكم "عهد الإرهاب"، ثم ردّة الفعل الترميدورية، وتأسيس حكومة الإدارة، وأخيرًا إنشاء القنصلية وصعود نابليون إلى السلطة.